# Bucorvus
Bucorvus (česky zoborožec) je jediný rod čeledi zoborožců Bucorvidae, jejíž zástupci se endemicky vyskytují v subsaharské Africe. 

## Systematika
Rod Bucorvus byl poprvé vytyčen v podobě podrodu francouzským přírodovědcem René Lessonem v roce 1830. Za typový druh Lesson určil zoborožce havraního (Bucorvus abyssinicus). Vědecké jméno Bucorvus je složeninou dvou slov, a sice Buceros, což je rod v rámci zoborožcovitých, který vytvořil Carl Linné v roce 1758 pro asijské zoborožce, a corvus, latinským výrazem pro krkavce.
Modle molekulárních dat jsou tito zoborožci sesterskou skupinou všem ostatním zoborožcům. Občas se považují za podčeleď Bucorvinae v rámci řádu zoborožců. Jsou známy pouze dva druhy:
- zoborožec havraní (Bucorvus abyssinicus)
- zoborožec kaferský (Bucorvus leadbeateri)

## Popis
Zoborožci jsou poměrně mohutní ptáci dosahující délky těla kolem 1 metru. Váží kolem 4 kg, samec zoborožce kaferského může dosáhnout váhy až přes 6 kg. Hlava je velká, krk široký, zobák je velmi mohutný a špičatý s vysokou, avšak relativně krátkou přilbicí. Kůže kolem očí a na hrdelním vaku je neopeřená a výrazně vybarvená sytými barvami. Jejich prsty jsou poměrně krátké, což je jedna z adaptací na jejich převážně přízemní způsob života (ostatní zoborožci žijí hlavně v korunách stromů).

## Biologie a ekologie

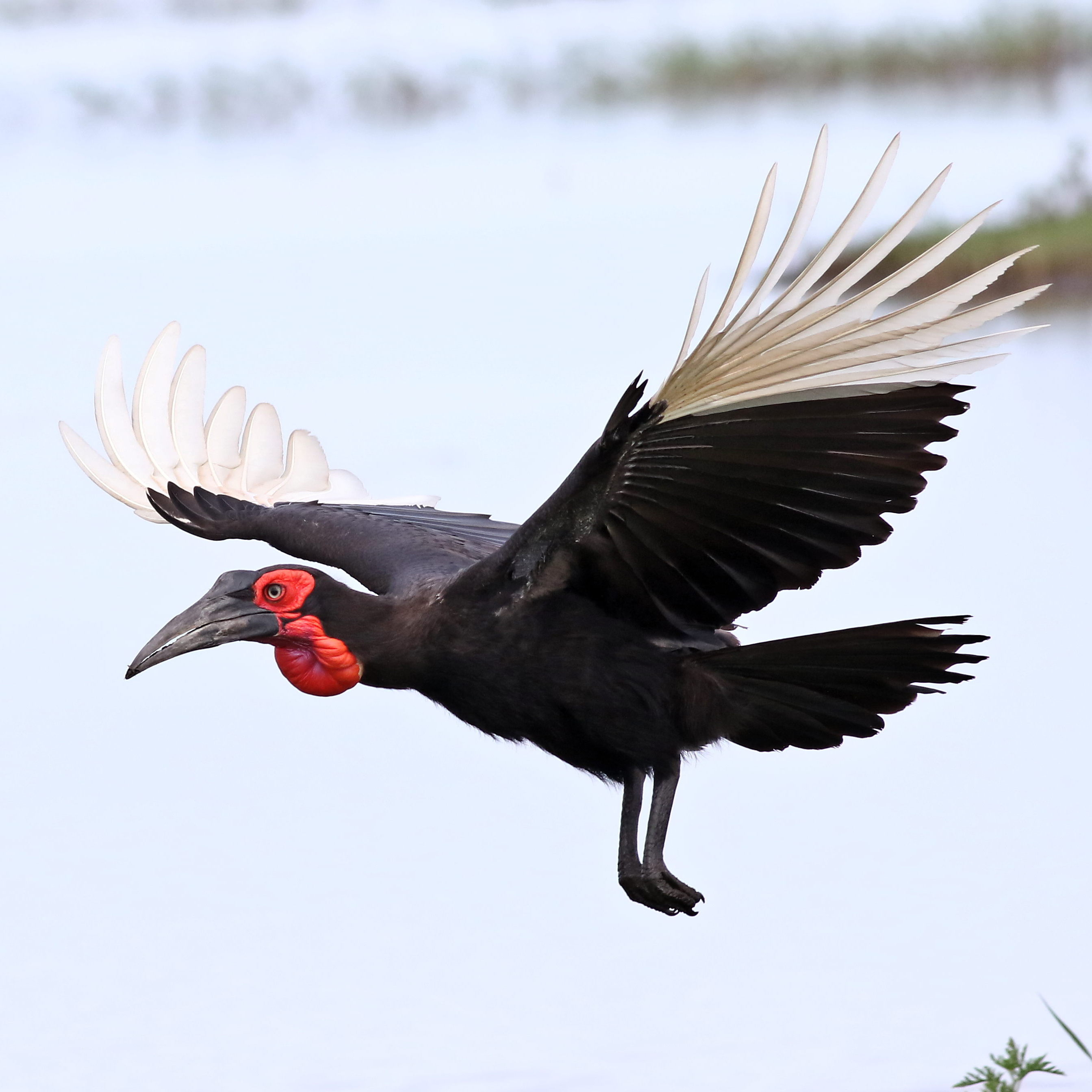
zoborožec kaferský v letu

Zoborožci žijí v malých skupinkách na otevřených, suchých savanách subsaharské Afriky. Jejich výskyt je značně řídký z důvodu velkých domovských okrsků sahajícím k 250 km². Na rozdíl od ostatních zoborožců se na zemi nepohybují hopsáním, nýbrž chozením. Živí se masožravě, což je u zoborožců nezvyklé. Do jejich jídelníčků patří bezobratlí i poměrně velcí obratlovci jako jsou zajíci, suchozemské želvy, promykovití nebo velké druhy hadů včetně jedovatých druhů kober. Kořist loví svým velkým zobákem. Žijí v malých skupinkách. Jedná se vůbec o největší ptáky, kteří hnízdní kooperativně. Dominantní pár je monogamní. Hnízdní v přirozených skalních a stromových dutinách, které si vystýlají suchými listy. Samice klade nejčastěji 1–2 vejce, nicméně přežije většinou jen prvorozené mládě. Ptáčata zůstávají na hnízdě 80–90 dnů. O jejich krmení se vedle rodičů starají i členové jejich sociální skupiny.

## Vztah k lidem
Oba druhy ohrožuje ztráta a degradace habitatu. Zoborožci jsou známí tím, že útočí na vlastní odraz v oknech domů a budov, pročež jsou někdy zabíjeni místními obyvateli. V některých oblastech je však zabíjení zoborožců tabu, protože jejich výskyt je spojován s deštěm. V některých oblastech Afriky jsou rozšířeny pověry o tom, že zoborožci mají magické schopnosti.